# Kop van Noord-Holland
De Kop van Noord-Holland, ook vaak Noordkop genoemd, is het noordelijk deel van de provincie Noord-Holland, ruwweg ten noorden van Alkmaar.
Het gebied omvat in een nauwe definitie de gemeenten Den Helder, Schagen, Hollands Kroon en Texel. Een klein gedeelte van het gebied ligt in die definitie ook in de geografische regio West-Friesland. Het gaat hierbij om een aantal plaatsen uit de gemeenten Schagen en Hollands Kroon die binnen de Westfriese Omringdijk liggen. Een ruimere definitie, zoals gebruikt voor de COROP-gebieden, schaart ook het grootste deel van West-Friesland bij de Kop van Noord-Holland.

## Landschap
Een groot gedeelte van de Kop van Noord-Holland bestaat uit poldergebied. Deze polders verbinden de voormalige eilanden Callantsoog, Huisduinen en Wieringen met elkaar.

## Dialect
In de Kop van Noord-Holland spreekt een deel van de bevolking het West-Friese dialect. Wel bestaan er weer verschillende subdialecten, zo spreekt men op Texel het Tessels, op Wieringen het Wierings. Deze dialecten behoren tot het Eiland-West-Fries en in het overige gebied spreekt men variaties van het Land-West-Fries.

## Infrastructuur

### Wegen
De Kop van Noord-Holland is via de Afsluitdijk verbonden met de provincie Friesland. Over de Afsluitdijk loopt de A7. Deze autosnelweg verbindt Amsterdam met het Groningse Bad Nieuweschans. Het is de enige autosnelweg die door de Kop van Noord-Holland loopt.
Daarnaast zijn er nog enkele rijks- en provinciale wegen die door de Kop van Noord-Holland gaan: N9, N99, N240, N241, N242, N245, N248, N249 en de N250. Daarnaast zijn er nog een paar secundaire provinciale wegen aanwezig in de regio, te weten de N501, N502 en de N503.

### Spoorwegen
De spoorlijn Den Helder - Alkmaar is de enige spoorlijn in de regio. Binnen de regio heeft deze spoorlijn vier stations: Den Helder, Den Helder Zuid, Anna Paulowna en Schagen.

### Veerdiensten
Tussen Den Helder en 't Horntje (Texel) wordt een veerdienst onderhouden door de TESO.

### Vliegvelden
Aan de zuidkant van Den Helder bevindt zich het Vliegveld de Kooy. Dit is een deels een marine- en deels een burgervliegveld. Vanaf het vliegveld wordt voornamelijk met helikopters en kleine vliegtuigen gevlogen, onder andere naar diverse booreilanden in de Noordzee. Het vliegveld De Kooy heeft één start- en landingsbaan.
Naast de Kooy zijn er in de regio nog twee kleinere vliegvelden: Vliegveld Middenmeer en Vliegveld Texel.
Amstelland · Beemster · Bollenstreek¹ · Het Gooi · Groene Hart¹ · Haarlemmermeer · Holland¹ · Kennemerland · Kop van Noord-Holland · Purmer · Randstad¹ · Schermer · De Streek · Texel · Utrechtse Heuvelrug¹ · Vechtstreek¹ · Waterland · West-Friesland · Zaanstreek
¹ ligt ook buiten Noord-Holland
Oost-Groningen · Delfzijl en omgeving · Overig Groningen · Noord-Friesland · Zuidwest-Friesland · Zuidoost-Friesland · Noord-Drenthe · Zuidoost-Drenthe · Zuidwest-Drenthe · Noord-Overijssel · Zuidwest-Overijssel · Twente · Veluwe · Achterhoek · Arnhem/Nijmegen · Zuidwest-Gelderland · Utrecht · Kop van Noord-Holland · Alkmaar en omgeving · IJmond · Agglomeratie Haarlem · Zaanstreek · Groot-Amsterdam · Het Gooi en Vechtstreek · Agglomeratie Leiden en Bollenstreek	 · Agglomeratie 's-Gravenhage · Delft en Westland · Oost-Zuid-Holland · Groot-Rijnmond · Zuidoost-Zuid-Holland · Zeeuws-Vlaanderen · Overig Zeeland · West-Noord-Brabant · Midden-Noord-Brabant · Noordoost-Noord-Brabant · Zuidoost-Noord-Brabant · Noord-Limburg · Midden-Limburg · Zuid-Limburg · Flevoland